# Liste von Supernova-Überresten
Diese Liste enthält Supernova-Überreste.

## Galaktische Supernova-Überreste
| Bild | Bezeichnung       | Sternbild(er) | Scheinbare visuelle Helligkeit / mag | ungefähre Entfernung / kLj | Supernova | Katalogbezeichnungen                                         | Bemerkungen                                             |
| ---- | ----------------- | ------------- | ------------------------------------ | -------------------------- | --------- | ------------------------------------------------------------ | ------------------------------------------------------- |
|      | Krebsnebel        | Tau           | 8,4                                  | 6,2                        | SN 1054   | Messier 1, NGC 1952, Sh2–244                                 | Erste Wahrnehmung auf der Erde am 11. April 1054        |
|      | Cirrusnebel       | Cyg           |                                      | 1,5                        |           | NGC 6960, NGC 6974, NGC 6979, NGC 6992, NGC 6995 und IC 1340 |                                                         |
|      | SN 185            |               |                                      | 9,1                        |           |                                                              |                                                         |
|      | Cassiopeia A      | Cas           |                                      | 9                          |           | SNR G111.7−02.1, 3C 461                                      |                                                         |
|      | SN 1006           |               |                                      | 7                          |           |                                                              |                                                         |
|      | SN 1572           |               |                                      |                            |           |                                                              |                                                         |
|      | SNR G292.0+1.8    |               |                                      |                            |           |                                                              |                                                         |
|      | Keplers Supernova |               |                                      |                            | SN 1604   |                                                              |                                                         |
|      | RCW 103           |               |                                      |                            |           |                                                              |                                                         |
|      | 3C 58             |               |                                      |                            |           |                                                              |                                                         |
|      | Puppis A          | Pup           |                                      | 7                          |           | SNR G260.4−03.4, 2U 0821-42                                  |                                                         |
|      | Vela-Supernova    | Vela          |                                      | 0,936                      |           | Gum 16, Vela XYZ, Vela SNR, SNR 263.9-3.3                    |                                                         |
|      | SNR G039.7-02.0   |               |                                      |                            |           |                                                              |                                                         |
|      | SNR G299          |               |                                      |                            |           |                                                              |                                                         |
|      | IC 443            |               |                                      | 5                          |           |                                                              |                                                         |
|      | G306              |               |                                      |                            |           |                                                              |                                                         |
|      | G350              |               |                                      |                            |           |                                                              |                                                         |
|      | CTB 1             |               |                                      |                            |           |                                                              |                                                         |
|      | W 63              |               |                                      |                            |           |                                                              |                                                         |
|      | SNR G65.3+5.7     |               |                                      |                            |           |                                                              |                                                         |
|      | Simeis 147        | Tau, Aur      |                                      | 3                          |           | Sh2-240                                                      |                                                         |
|      | SNR G1.9+0.3      | Sgr           |                                      | 25                         |           | SNR G1.9+0.3                                                 | Jüngster bekannter Supernovaüberrest in der Milchstraße |
|      | SNR G206.9+02.3   |               |                                      |                            |           | PKS 0646+06                                                  | Historische Aufzeichnungen, 9. November 1355 BC         |

## Supernova-Überreste in der Großen Magellanschen Wolke
| Bild | Bezeichnung    | Sternbild | Scheinbare visuelle Helligkeit / mag | Supernova | Katalogbezeichnungen | Bemerkungen |
| ---- | -------------- | --------- | ------------------------------------ | --------- | -------------------- | ----------- |
|      | N49            | Dor       |                                      |           |                      |             |
|      | DEM L71        |           |                                      |           |                      |             |
|      | N63A           | Dor       |                                      |           | SNR 0535−660         |             |
|      | N103B          |           |                                      |           |                      |             |
|      | N132D          |           |                                      |           |                      |             |
|      | SNR 0509-67.5  | Dor       |                                      |           |                      |             |
|      | SNR E0519-69.0 |           |                                      |           |                      |             |
|      | SNR 0505-67.5  |           |                                      |           |                      |             |
|      | SN 1987A       |           |                                      |           |                      |             |

## Supernova-Überreste in der Kleinen Magellanschen Wolke
| Bild | Bezeichnung | Sternbild | Scheinbare visuelle Helligkeit / mag | Supernova | Katalogbezeichnungen | Bemerkungen |
| ---- | ----------- | --------- | ------------------------------------ | --------- | -------------------- | ----------- |
|      | E0102       |           |                                      |           |                      |             |